# Zadrouje
Zadrouje (biał. Задроўе; ros. Задровье, Zadrowje; pol. hist. Zadrowie) – wieś na Białorusi, w obwodzie witebskim, w rejonie orszańskim, w sielsowiecie Zadrouje, którego władz są siedzibą. 
Zadrouje położone są nad rzeką Adrou i przy drodze magistralnej M1.

## Historia
W XIX i w początkach XX w. położone było w Rosji, w guberni mohylewskiej, w powiecie orszańskim, w gminie Kochanawa. Następnie w granicach Związku Sowieckiego. Od 1991 w niepodległej Białorusi.